# Epinephelides armatus

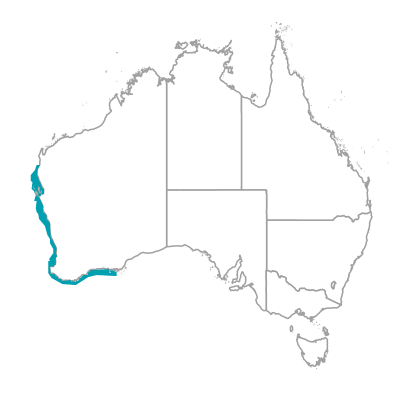
Blau – das Verbreitungsgebiet an der Küste des westlichen und südwestlichen Australien

Epinephelides armatus ist eine Fahnenbarschart, die an der West- und Südwestküste von Australien von der Shark Bay bis zum Recherche-Archipel vorkommt. Sie gehört zwar zu den Fahnenbarschen, ähnelt äußerlich aber mehr den Sägebarschen oder gar den Zackenbarschen.

## Merkmale
Die Fischart erreicht eine Maximallänge von 56 cm und ein Gewicht von 3 kg, bleibt normalerweise aber kleiner. Weibchen wachsen langsamer und erreichen eine Durchschnittslänge von 25 bis 39 cm, während Männchen in der Regel 40 bis 45 cm lang werden. Die Körperhöhe liegt bei 37 bis 40 % der Standardlänge und der Kopf nimmt ziemlich genau ein Drittel der Standardlänge ein. Epinephelides armatus ist grau-rosa bis schwärzlich mit einem grünlichen oder gelben Einschlag gefärbt, wobei die Bauchseite heller ist als der Rücken oder die Körperseiten. Jede Schuppe hat ein helles Zentrum. Die unmittelbare Umgebung des Anus ist schwarz. Die Flossen sind grau bis schwarz mit hellen Rändern. Jungfische sind heller als ausgewachsene Exemplare und ihr Vorderkopf ist dunkel.
- Flossenformel: Dorsale X/20; Anale III/7–8; Pectorale 15; Ventrale I/5; Caudale 17.
- Schuppenformel: SL ca. 70.

## Lebensweise
Epinephelides armatus lebt in Korallen- und Felsriffen, ist ein Lauerjäger und ernährt sich vor allem von Fischen. Im Unterschied zu fast allen anderen Sägebarscharten ist die Art getrenntgeschlechtlich, das heißt, bei Erreichen der Geschlechtsreife sind die Fische entweder Weibchen oder Männchen. Bei der großen Mehrzahl aller anderen Sägebarsche sind bei Erreichen der Geschlechtsreife zunächst weibliche Gonaden ausgebildet und in einem späteren Lebensabschnitt wechseln die Fische ihr Geschlecht und werden Männchen.

## Belege
1. ↑  Epinephelides armatus auf Fishbase.org (englisch).
2. 1 2  Moore, S.E., Hesp, S.A., Hall, N.G. & Potter, I.C. (2007): Age and size compositions, growth and reproductive biology of the breaksea cod Epinephelides armatus, a gonochoristic serranid. Journal of Fish Biology 71(5): 1407–1429, doi:10.1111/j.1095-8649.2007.01614.x.
3. 1 2  Rudie H. Kuiter (2004): Basslets, Hamlets and their relatives. A comprehensive guide to selected Serranidae and Plesiopidae. Chorleywood, UK : TMC Publishing 1, 216 S.